# フレッド・アポストリ
フレッド・アポストリ（Fred Apostoli、1913年2月2日 - 1973年11月29日）は、イタリア出身の元プロボクサー。のちアメリカ合衆国へ移住、カリフォルニア州で育った。元ニューヨーク州公認世界ミドル級チャンピオン。

## 略歴
アマ全米王者から1935年プロ入り。1937年9月23日、フランスの名王者マルセル・チルにノンタイトルでKO勝ち（体重がリミット内だったため、チルはこれでタイトルを失った）。翌1938年4月1日、グレン・リーを判定で下してニューヨーク州公認世界ミドル級チャンピオンとなる。
元ウェルター級王者ヤング・コーベット3世の挑戦を退け初防衛を果たしたが、1939年10月2日、比国の強打者セフェリノ・ガルシアに7回KO負け、王座を失った。

## 通算戦績
106勝（16KO）18敗3引分け